# Warmińsko-Mazurski Zakład Doskonalenia Zawodowego
Warmińsko-Mazurski Zakład Doskonalenia Zawodowego w Olsztynie - istniejące od 1992 r. polskie stowarzyszenie edukacyjne i naukowo-techniczne z siedzibą w Olsztynie, które specjalizuje się w kształceniu oraz doskonaleniu zawodowym młodzieży i dorosłych. Stowarzyszenie jest członkiem Związku Zakładów Doskonalenia Zawodowego. 

## Historia
Warmińsko-Mazurski Zakład Doskonalenia Zawodowego w Olsztynie istnieje od 1992 roku, jednak jego korzenie sięgają lat czterdziestych ubiegłego stulecia. Swoją działalność rozpoczął w 1946 roku jako Naukowy Instytut Rzemieślniczy, który w 1948 roku przemianowany został na Zakład Doskonalenia Rzemiosła. W roku 1970 nastąpiły kolejne zmiany, stowarzyszenie zaczęło funkcjonować jako Zakład Doskonalenia Zawodowego im. Michała Kajki w Olsztynie. W roku 1992 organizacja przyjęła nazwę Warmińsko-Mazurski Zakład Doskonalenia Zawodowego.

## Działalność
Warmińsko-Mazurski ZDZ świadczy usługi szkoleniowe, informacyjne, doradcze oraz usługi związane z pośrednictwem pracy. Centra Edukacji prowadzone przez W-M ZDZ funkcjonują w 12 miastach województwa warmińsko-mazurskiego: w Bartoszycach, Biskupcu, Braniewie, Działdowie, Iławie, Kętrzynie, Lidzbarku Warmińskim, Mrągowie, Nidzicy, Olsztynie, Ostródzie oraz w Szczytnie. 
W ramach Warmińsko-Mazurskiego Zakładu Doskonalenia Zawodowego oferowania jest nauka w szkołach dla dorosłych: gimnazjach, liceach ogólnokształcących i uzupełniających oraz w szkołach policealnych. Wszystkie szkoły posiadają uprawnienia szkoły publicznej. W zasobach Warmińsko-Mazurskiego Zakładu Doskonalenia Zawodowego znajdują się ponadto: Centrum Oprogramowania Projektowego i Kosztorysowego – pracownia z oprogramowaniem komputerowym dla branży budowlano-projektowej, Ośrodek Kształcenia Kierowców – kursy na prawo jazdy kat. B, C, C+E i ADR, Szkoła Języków Obcych Success, Lokalna Akademia Informatyczna CISCO, Laboratoria i Centra Egzaminowania ECDL, Autoryzowane Centrum Szkoleniowe AutoCAD Autodesk, Centrum Kształcenia Praktycznego Kadr Budowlanych – poligon budowlany oraz Komisja Kwalifikacyjna, która zajmuje się wydawaniem zaświadczeń kwalifikacyjnych w zakresie dozoru i eksploatacji urządzeń elektroenergetycznych. 
Od 2005 roku stowarzyszenie posiada certyfikat systemu zarządzania jakością ISO 9001:2000. Centra Edukacji mają także akredytację Kuratorium Oświaty w Olsztynie. Wszystkie placówki W-M ZDZ posiadają wpis do rejestru instytucji uprawnionych do szkoleń osób bezrobotnych, prowadzonego przez Wojewódzki Urząd Pracy w Olsztynie. Natomiast od 2008 roku, zgodnie z ustawą o promocji zatrudnienia i instytucjach rynku pracy (od 2025 r. ustawą o rynku pracy i służbach zatrudnienia), Centra Edukacji W-M ZDZ świadczą także usługi w ramach Agencji Poradnictwa Zawodowego

## Warmińsko-Mazurski Zakład Doskonalenia Zawodowego a Unia Europejska
Od kilku lat, W-M ZDZ aktywnie uczestniczy  w działaniach związanych z pozyskaniem funduszy Unii Europejskiej na realizację projektów szkoleniowych i badawczych. Stowarzyszenia posiada doświadczenie w realizacji projektów edukacyjnych, doradczych finansowanych m.in. w ramach PHARE,  SPO RZL, ZPORR, Leonardo da Vinci, Socrates-Grundtvig, EQUAL, Program Operacyjny Kapitał Ludzki.